# Bambini in città
Bambini in città è un documentario del 1946 diretto da Luigi Comencini.

## Trama
(L. Comencini, Bambini in città)
Milano, 1946. Nell'immediato secondo dopoguerra, la città è ancora un desolante cumulo di macerie: qui vivono molti bambini che trascorrono le loro giornate vagando per le rovine. Il cortometraggio denuncia l'indifferenza degli adulti ed una città inospitale per i più piccoli, ma allo stesso modo mostra come, attraverso l'immaginazione essi riescono a trasformare una città devastata dalla guerra in un campo da giochi magico e divertente.

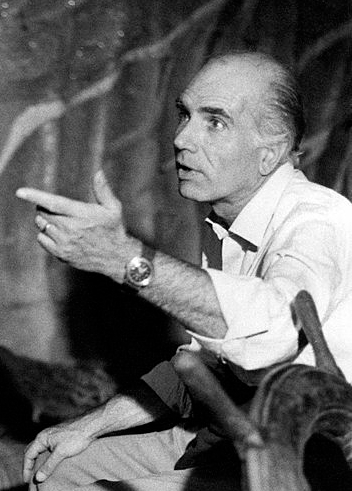
Luigi Comencini 1971

## Riconoscimenti
1947 - Nastro d'argento
- Miglior documentario[1]